# Некоузский район
Некоу́зский райо́н — административно-территориальная единица (район) и муниципальное образование (муниципальный район) в составе Ярославской области Российской Федерации.
Административный центр — село Новый Некоуз.

## География
Площадь 1954,45 км² (9-е место среди районов). Район граничит на севере с Брейтовским, на востоке — с Рыбинским, на юге — с Мышкинским районами Ярославской области, на западе — с Тверской областью.
Основные реки — Сить, Сутка. На востоке территория района выходит на Волгу и Рыбинское водохранилище.

## История
Территория современного Некоузского района входила в состав Ростово-Суздальского, а после его распада (1218 год) — в состав Ярославского княжества. Процесс объединения русских земель вокруг Москвы привёл к тому, что в 1463 году Ярославское княжество вошло в состав Русского централизованного государства.
Административное деление Ярославской губернии с небольшими изменениями в границах уездов просуществовало в течение всего XIX века, дожило до Октябрьской революции 1917 года, сохранялось в основном и в первые годы Советской власти. Некоузский район считается наследником Мологского края. Здесь живёт много переселенцев из затопленных мест, которые до сих пор говорят о себе — мы мологжане.
Некоузский район был образован 10 июня 1929 года Постановлением ВЦИК в составе Рыбинского округа Ивановской промышленной области, из части волостей Мологского и Рыбинского уездов. Постановлением Президиума ВЦИК от 20 ноября 1931 года центр района из села Некоуз переведен в посёлок при станции Харино, переименованной сперва в Некоуз, а затем в Новый Некоуз. 11 марта 1936 года район вошёл в состав вновь образованной Ярославской области. 20 декабря 1940 года к району причислен Веретейский сельсовет ликвидированного Мологского района. 23 февраля 1945 года 8 сельсоветов отошли к вновь образованному Масловскому району. 6 марта 1959 года в состав Некоузского района переданы часть сельсоветов ликвидированного Масловского района.

## Население
| 1939    | 1959    | 1970    | 1979    | 1989    | 2002    | 2007    | 2009    | 2010    |
| ------- | ------- | ------- | ------- | ------- | ------- | ------- | ------- | ------- |
| 51 437  | ↘41 947 | ↘33 311 | ↘27 514 | ↘23 931 | ↘19 756 | ↘18 209 | ↘17 655 | ↘15 688 |
| 2011    | 2012    | 2013    | 2014    | 2015    | 2016    | 2017    | 2018    | 2019    |
| ↘15 626 | ↘15 518 | ↘15 241 | ↘15 132 | ↘14 884 | ↘14 694 | ↘14 489 | ↘14 133 | ↘13 703 |
| 2020    | 2021    |         |         |         |         |         |         |         |
| ↘13 451 | ↘12 039 |         |         |         |         |         |         |         |

### Национальный состав
По итогам переписи населения 2020 года проживали следующие национальности (национальности менее 0,1 % и другое, см. в сноске к строке «Другие»):
| Национальность | Численность, чел. | Доля     |
| -------------- | ----------------- | -------- |
| Русские        | 10 997            | 91,34 %  |
| Цыгане         | 120               | 1,00 %   |
| Татары         | 29                | 0,24 %   |
| Чеченцы        | 27                | 0,22 %   |
| Украинцы       | 27                | 0,22 %   |
| Езиды          | 15                | 0,12 %   |
| Белорусы       | 14                | 0,12 %   |
| Другие         | 810               | 6,74 %   |
| Итого          | 12 039            | 100,00 % |

## Административное деление
Некоузский район как административно-территориальная единица области включает 11 сельских округов.
Некоузский муниципальный район в рамках организации местного самоуправления включает 4 муниципальных образования со статусом сельского поселения.
| Административно- территориальная единица | Административный центр | Муниципальное образование      | Административный центр | Количество населённых пунктов | Население (чел.) | Площадь (км²) |                            |              |                                |          |     |       |        |
| ---------------------------------------- | ---------------------- | ------------------------------ | ---------------------- | ----------------------------- | ---------------- | ------------- | -------------------------- | ------------ | ------------------------------ | -------- | --- | ----- | ------ |
| Административно- территориальная единица | Административный центр | Муниципальное образование      | Административный центр | Количество населённых пунктов | Население (чел.) | Площадь (км²) | Веретейский сельский округ | д. Григорево | Веретейское сельское поселение | п. Борок | 107 | ↘2125 | 297,59 |
| Лацковский сельский округ                | с. Лацкое              |                                |                        |                               |                  |               |                            |              | Веретейское сельское поселение | п. Борок | 107 | ↘2125 | 297,59 |
| Волжский сельский округ                  | п. Волга               | Волжское сельское поселение    | п. Волга               | 66                            | ↘3020            | 193,29        |                            |              |                                |          |     |       |        |
| Шестихинский сельский округ              | с. Шестихино           | Волжское сельское поселение    | п. Волга               | 66                            | ↘3020            | 193,29        |                            |              |                                |          |     |       |        |
| Некоузский сельский округ                | с. Новый Некоуз        | Некоузское сельское поселение  | с. Новый Некоуз        | 164                           | ↘4868            | 943,91        |                            |              |                                |          |     |       |        |
| Новинский сельский округ                 | с. Новинское           | Некоузское сельское поселение  | с. Новый Некоуз        | 164                           | ↘4868            | 943,91        |                            |              |                                |          |     |       |        |
| Рожаловский сельский округ               | с. Парфеньево          | Некоузское сельское поселение  | с. Новый Некоуз        | 164                           | ↘4868            | 943,91        |                            |              |                                |          |     |       |        |
| Спасский сельский округ                  | с. Спас-Ильдь          | Некоузское сельское поселение  | с. Новый Некоуз        | 164                           | ↘4868            | 943,91        |                            |              |                                |          |     |       |        |
| Станиловский сельский округ              | с. Станилово           | Некоузское сельское поселение  | с. Новый Некоуз        | 164                           | ↘4868            | 943,91        |                            |              |                                |          |     |       |        |
| Октябрьский сельский округ               | п. Октябрь             | Октябрьское сельское поселение | п. Октябрь             | 49                            | ↘2026            | 477,00        |                            |              |                                |          |     |       |        |
| Родионовский сельский округ              | с. Воскресенское       | Октябрьское сельское поселение | п. Октябрь             | 49                            | ↘2026            | 477,00        |                            |              |                                |          |     |       |        |

1 января 2005 года в соответствии с законом Ярославской области от 21 декабря 2004 года в муниципальном районе были созданы 4 сельских поселения: Веретейское, Волжское, Некоузское и Октябрьское.

## Населённые пункты
Всего в районе насчитывается 386 населённых пунктов (все — сельские):
| №   | Населённый пункт   | Тип      | Население (чел.) | Сельский округ | Сельское поселение |
| --- | ------------------ | -------- | ---------------- | -------------- | ------------------ |
| 1   | Агафоново          | деревня  | ↘3               | Новинский      | Некоузское         |
| 2   | Адамово            | деревня  | ↘2               | Родионовский   | Октябрьское        |
| 3   | Ажерово            | деревня  | ↘2               | Шестихинский   | Волжское           |
| 4   | Азаркино           | деревня  | ↗5               | Шестихинский   | Волжское           |
| 5   | Акарново           | деревня  | →0               | Родионовский   | Октябрьское        |
| 6   | Алексеиха          | деревня  | ↘0               | Станиловский   | Некоузское         |
| 7   | Алешино            | деревня  | ↘0               | Родионовский   | Октябрьское        |
| 8   | Алферово           | деревня  | ↘1               | Спасский       | Некоузское         |
| 9   | Андреевское        | местечко | ↘197             | Шестихинский   | Волжское           |
| 10  | Аниково            | деревня  | ↘1               | Спасский       | Некоузское         |
| 11  | Араново            | деревня  | ↘18              | Станиловский   | Некоузское         |
| 12  | Аринкино           | деревня  | ↘8               | Спасский       | Некоузское         |
| 13  | Аристово           | деревня  | →0               | Шестихинский   | Волжское           |
| 14  | Афонино            | деревня  | ↘20              | Рожаловский    | Некоузское         |
| 15  | Афонино            | деревня  | ↘0               | Спасский       | Некоузское         |
| 16  | Бабаево            | деревня  | ↘1               | Шестихинский   | Волжское           |
| 17  | Бабья Гора         | деревня  | ↘10              | Станиловский   | Некоузское         |
| 18  | Бажутино           | деревня  | →2               | Лацковский     | Веретейское        |
| 19  | Башково            | деревня  | →0               | Родионовский   | Октябрьское        |
| 20  | Беликово           | деревня  | ↘1               | Лацковский     | Веретейское        |
| 21  | Беловская          | деревня  | ↗102             | Некоузский     | Некоузское         |
| 22  | Беловская          | деревня  | →0               | Новинский      | Некоузское         |
| 23  | Бельнево           | деревня  | →0               | Лацковский     | Веретейское        |
| 24  | Бибяки             | деревня  | ↘0               | Родионовский   | Октябрьское        |
| 25  | Боброво            | деревня  | ↘30              | Рожаловский    | Некоузское         |
| 26  | Боброково          | деревня  | ↘34              | Родионовский   | Октябрьское        |
| 27  | Бовыкино           | деревня  | ↗10              | Спасский       | Некоузское         |
| 28  | Болдино            | деревня  | ↘22              | Родионовский   | Октябрьское        |
| 29  | Большие Заломы     | деревня  | ↘1               | Веретейский    | Веретейское        |
| 30  | Большие Сокольники | деревня  | →1               | Рожаловский    | Некоузское         |
| 31  | Большие Столбища   | деревня  | ↗5               | Веретейский    | Веретейское        |
| 32  | Большие Ченцы      | деревня  | →18              | Лацковский     | Веретейское        |
| 33  | Большое Дубинино   | деревня  | →22              | Спасский       | Некоузское         |
| 34  | Большое Дьяконово  | деревня  | ↗51              | Веретейский    | Веретейское        |
| 35  | Большое Фролово    | деревня  | ↘15              | Некоузский     | Некоузское         |
| 36  | Бор                | деревня  | ↗13              | Веретейский    | Веретейское        |
| 37  | Боровики           | деревня  | ↘6               | Шестихинский   | Волжское           |
| 38  | Борок              | посёлок  | ↗1870            | Веретейский    | Веретейское        |
| 39  | Ботовицы           | деревня  | →0               | Родионовский   | Октябрьское        |
| 40  | Бурдуково          | деревня  | ↘0               | Шестихинский   | Волжское           |
| 41  | Бутовская          | деревня  | ↘6               | Некоузский     | Некоузское         |
| 42  | Бухалово           | деревня  | →0               | Лацковский     | Веретейское        |
| 43  | Быково             | местечко | ↘23              | Спасский       | Некоузское         |
| 44  | Бышнево            | деревня  | →0               | Родионовский   | Октябрьское        |
| 45  | Ванинское          | деревня  | ↘0               | Лацковский     | Веретейское        |
| 46  | Варжино            | деревня  | ↘6               | Лацковский     | Веретейское        |
| 47  | Васенино           | деревня  | ↗15              | Рожаловский    | Некоузское         |
| 48  | Васильково         | деревня  | ↘10              | Шестихинский   | Волжское           |
| 49  | Васино             | деревня  | ↘59              | Некоузский     | Некоузское         |
| 50  | Васьки             | деревня  | →0               | Спасский       | Некоузское         |
| 51  | Великово           | деревня  | ↘9               | Веретейский    | Веретейское        |
| 52  | Веретея            | село     | ↗183             | Веретейский    | Веретейское        |
| 53  | Верхне-Никульское  | село     | ↘47              | Веретейский    | Веретейское        |
| 54  | Верховина          | деревня  | ↘2               | Лацковский     | Веретейское        |
| 55  | Ветренка           | деревня  | →0               | Шестихинский   | Волжское           |
| 56  | Ветчаково          | деревня  | ↘16              | Шестихинский   | Волжское           |
| 57  | Вильца             | деревня  | →0               | Лацковский     | Веретейское        |
| 58  | Власиха            | деревня  | ↘7               | Рожаловский    | Некоузское         |
| 59  | Власово            | деревня  | ↗4               | Станиловский   | Некоузское         |
| 60  | Волга              | посёлок  | ↘2960            | Волжский       | Волжское           |
| 61  | Волково            | деревня  | ↘1               | Лацковский     | Веретейское        |
| 62  | Волохово           | деревня  | ↗6               | Некоузский     | Некоузское         |
| 63  | Воронково          | деревня  | ↘12              | Родионовский   | Октябрьское        |
| 64  | Воскресенское      | село     | ↘21              | Лацковский     | Веретейское        |
| 65  | Воскресенское      | село     | ↘342             | Родионовский   | Октябрьское        |
| 66  | Высоково           | деревня  | →3               | Веретейский    | Веретейское        |
| 67  | Вьюково            | деревня  | →0               | Рожаловский    | Некоузское         |
| 68  | Гаврилово          | деревня  | →0               | Родионовский   | Октябрьское        |
| 69  | Гаврильцево        | деревня  | ↘3               | Спасский       | Некоузское         |
| 70  | Галицино           | деревня  | ↘7               | Новинский      | Некоузское         |
| 71  | Гармоновская       | деревня  | ↗1               | Шестихинский   | Волжское           |
| 72  | Гладышево          | деревня  | ↘118             | Шестихинский   | Волжское           |
| 73  | Глазки             | деревня  | ↗2               | Шестихинский   | Волжское           |
| 74  | Глебени            | деревня  | →0               | Родионовский   | Октябрьское        |
| 75  | Гнетнево           | деревня  | ↗34              | Спасский       | Некоузское         |
| 76  | Гоголи             | деревня  | →0               | Родионовский   | Октябрьское        |
| 77  | Голбино            | деревня  | ↘1               | Лацковский     | Веретейское        |
| 78  | Голенищево         | деревня  | ↘0               | Некоузский     | Некоузское         |
| 79  | Горемыкино         | деревня  | ↘0               | Шестихинский   | Волжское           |
| 80  | Горки              | деревня  | ↘9               | Веретейский    | Веретейское        |
| 81  | Горки              | деревня  | ↘0               | Лацковский     | Веретейское        |
| 82  | Горки              | деревня  | →0               | Лацковский     | Веретейское        |
| 83  | Горки              | деревня  | ↘32              | Шестихинский   | Волжское           |
| 84  | Горлово            | деревня  | ↘27              | Станиловский   | Некоузское         |
| 85  | Горохово           | деревня  | ↗9               | Шестихинский   | Волжское           |
| 86  | Горохово           | деревня  | ↘55              | Некоузский     | Некоузское         |
| 87  | Горшиха            | деревня  | ↗1               | Спасский       | Некоузское         |
| 88  | Горшково           | деревня  | →0               | Родионовский   | Октябрьское        |
| 89  | Грезное            | деревня  | ↘25              | Лацковский     | Веретейское        |
| 90  | Грибаново          | деревня  | ↘4               | Шестихинский   | Волжское           |
| 91  | Грибова            | деревня  | ↗2               | Веретейский    | Веретейское        |
| 92  | Григорево          | деревня  | ↗68              | Веретейский    | Веретейское        |
| 93  | Григорево          | деревня  | →0               | Новинский      | Некоузское         |
| 94  | Григорово          | деревня  | →0               | Лацковский     | Веретейское        |
| 95  | Григорово          | деревня  | ↗8               | Родионовский   | Октябрьское        |
| 96  | Григорьевская      | деревня  | ↘2               | Шестихинский   | Волжское           |
| 97  | Грязивец           | деревня  | →0               | Лацковский     | Веретейское        |
| 98  | Гузеево            | деревня  | ↘2               | Шестихинский   | Волжское           |
| 99  | Гулебино           | деревня  | ↘0               | Некоузский     | Некоузское         |
| 100 | Гусево             | деревня  | ↘1               | Новинский      | Некоузское         |
| 101 | Давыдовское        | деревня  | ↘5               | Станиловский   | Некоузское         |
| 102 | Данилово           | деревня  | ↘63              | Спасский       | Некоузское         |
| 103 | Дмитрихово         | деревня  | →0               | Лацковский     | Веретейское        |
| 104 | Добрецы            | деревня  | ↘1               | Некоузский     | Некоузское         |
| 105 | Долгарево          | деревня  | →0               | Лацковский     | Веретейское        |
| 106 | Долгишево          | деревня  | ↘5               | Рожаловский    | Некоузское         |
| 107 | Дор                | деревня  | ↘7               | Веретейский    | Веретейское        |
| 108 | Дружба             | посёлок  | ↘0               | Родионовский   | Октябрьское        |
| 109 | Дуброва            | деревня  | ↘18              | Веретейский    | Веретейское        |
| 110 | Евлановская        | деревня  | →0               | Некоузский     | Некоузское         |
| 111 | Елгузово           | деревня  | →0               | Некоузский     | Некоузское         |
| 112 | Ёрохово            | деревня  | ↘0               | Некоузский     | Некоузское         |
| 113 | Ефаново            | деревня  | ↘5               | Веретейский    | Веретейское        |
| 114 | Жарки              | деревня  | ↘2               | Новинский      | Некоузское         |
| 115 | Желнино            | деревня  | ↘15              | Новинский      | Некоузское         |
| 116 | Жилкино            | деревня  | ↗5               | Шестихинский   | Волжское           |
| 117 | Жуково             | деревня  | →0               | Некоузский     | Некоузское         |
| 118 | Журавлево          | деревня  | ↘1               | Шестихинский   | Волжское           |
| 119 | Завражье           | деревня  | →0               | Лацковский     | Веретейское        |
| 120 | Задние Горки       | деревня  | ↘2               | Шестихинский   | Волжское           |
| 121 | Задняя Река        | деревня  | ↘8               | Шестихинский   | Волжское           |
| 122 | Зайцево            | деревня  | →0               | Родионовский   | Октябрьское        |
| 123 | Заручье            | деревня  | ↗12              | Веретейский    | Веретейское        |
| 124 | Заручье            | деревня  | ↘0               | Лацковский     | Веретейское        |
| 125 | Зманово            | деревня  | ↘4               | Родионовский   | Октябрьское        |
| 126 | Знамово            | деревня  | →0               | Шестихинский   | Волжское           |
| 127 | Зобцы              | деревня  | ↘0               | Родионовский   | Октябрьское        |
| 128 | Золотково          | деревня  | ↗9               | Шестихинский   | Волжское           |
| 129 | Ивановская         | деревня  | ↘5               | Новинский      | Некоузское         |
| 130 | Ивановское         | деревня  | ↘4               | Рожаловский    | Некоузское         |
| 131 | Иванцево           | деревня  | ↗17              | Веретейский    | Веретейское        |
| 132 | Игнатово           | деревня  | ↘20              | Станиловский   | Некоузское         |
| 133 | Игнатово           | деревня  | →1               | Родионовский   | Октябрьское        |
| 134 | Игнатцево          | деревня  | ↘0               | Шестихинский   | Волжское           |
| 135 | Игнашинская        | деревня  | ↗21              | Некоузский     | Некоузское         |
| 136 | Иконино            | деревня  | ↗13              | Лацковский     | Веретейское        |
| 137 | Ильинское          | деревня  | ↘9               | Шестихинский   | Волжское           |
| 138 | Ильинское          | деревня  | ↘7               | Некоузский     | Некоузское         |
| 139 | Илькино            | деревня  | ↘0               | Станиловский   | Некоузское         |
| 140 | Калиновцы          | деревня  | ↘6               | Родионовский   | Октябрьское        |
| 141 | Калистово          | деревня  | ↘22              | Спасский       | Некоузское         |
| 142 | Кальтино           | деревня  | ↘28              | Лацковский     | Веретейское        |
| 143 | Каменки            | деревня  | ↘7               | Новинский      | Некоузское         |
| 144 | Каплино            | деревня  | →4               | Лацковский     | Веретейское        |
| 145 | Караваевская       | деревня  | ↘4               | Новинский      | Некоузское         |
| 146 | Карповская         | деревня  | →2               | Шестихинский   | Волжское           |
| 147 | Кашеварка          | деревня  | ↗1               | Лацковский     | Веретейское        |
| 148 | Кашино             | деревня  | ↗30              | Веретейский    | Веретейское        |
| 149 | Кашино             | деревня  | ↘2               | Лацковский     | Веретейское        |
| 150 | Клабуково          | деревня  | ↗4               | Лацковский     | Веретейское        |
| 151 | Клыково            | деревня  | ↘3               | Лацковский     | Веретейское        |
| 152 | Ковезино           | село     | ↘2               | Новинский      | Некоузское         |
| 153 | Ковырево           | деревня  | ↗1               | Родионовский   | Октябрьское        |
| 154 | Кожевниково        | деревня  | ↗5               | Веретейский    | Веретейское        |
| 155 | Козлово            | село     | ↘13              | Шестихинский   | Волжское           |
| 156 | Колегаево          | село     | →0               | Новинский      | Некоузское         |
| 157 | Колобово           | деревня  | →0               | Рожаловский    | Некоузское         |
| 158 | Колодеево          | деревня  | →0               | Рожаловский    | Некоузское         |
| 159 | Комарово           | деревня  | ↘2               | Лацковский     | Веретейское        |
| 160 | Конурино           | деревня  | ↗8               | Шестихинский   | Волжское           |
| 161 | Копань             | деревня  | →0               | Лацковский     | Веретейское        |
| 162 | Коплино            | деревня  | ↘19              | Некоузский     | Некоузское         |
| 163 | Коркино            | деревня  | ↘1               | Шестихинский   | Волжское           |
| 164 | Коровишино         | деревня  | →0               | Спасский       | Некоузское         |
| 165 | Котово             | деревня  | ↗26              | Спасский       | Некоузское         |
| 166 | Красное            | село     | ↘4               | Станиловский   | Некоузское         |
| 167 | Красный Рыбак      | посёлок  | ↘6               | Шестихинский   | Волжское           |
| 168 | Красово            | деревня  | →0               | Родионовский   | Октябрьское        |
| 169 | Кудреватовская     | деревня  | ↘0               | Некоузский     | Некоузское         |
| 170 | Кужлево            | деревня  | ↘0               | Шестихинский   | Волжское           |
| 171 | Кузьма-Демьян      | село     | ↗7               | Веретейский    | Веретейское        |
| 172 | Кузьма-Демьян      | деревня  | ↘9               | Рожаловский    | Некоузское         |
| 173 | Кузяево            | село     | →0               | Новинский      | Некоузское         |
| 174 | Кулешово-1         | деревня  | →0               | Родионовский   | Октябрьское        |
| 175 | Кулотино           | деревня  | →8               | Веретейский    | Веретейское        |
| 176 | Курьяки            | деревня  | ↘7               | Рожаловский    | Некоузское         |
| 177 | Лацкое             | село     | ↘214             | Лацковский     | Веретейское        |
| 178 | Лебевцово          | деревня  | ↘0               | Новинский      | Некоузское         |
| 179 | Лемеховка          | деревня  | ↘5               | Некоузский     | Некоузское         |
| 180 | Лемятовская        | деревня  | →0               | Некоузский     | Некоузское         |
| 181 | Леоново            | деревня  | ↗3               | Новинский      | Некоузское         |
| 182 | Лесканово          | деревня  | ↘1               | Лацковский     | Веретейское        |
| 183 | Липняги            | деревня  | ↘2               | Лацковский     | Веретейское        |
| 184 | Логашино           | деревня  | ↘4               | Некоузский     | Некоузское         |
| 185 | Лопатино           | деревня  | ↘5               | Станиловский   | Некоузское         |
| 186 | Луговая            | деревня  | ↘3               | Лацковский     | Веретейское        |
| 187 | Лукино             | деревня  | ↘2               | Некоузский     | Некоузское         |
| 188 | Лямино             | деревня  | ↘3               | Веретейский    | Веретейское        |
| 189 | Макаровская        | деревня  | →3               | Шестихинский   | Волжское           |
| 190 | Максимовка         | деревня  | ↘4               | Некоузский     | Некоузское         |
| 191 | Малеево            | деревня  | →0               | Спасский       | Некоузское         |
| 192 | Малое Дубинино     | деревня  | ↘5               | Спасский       | Некоузское         |
| 193 | Малое Дьяконово    | деревня  | ↘16              | Веретейский    | Веретейское        |
| 194 | Малое Фролово      | деревня  | ↘0               | Некоузский     | Некоузское         |
| 195 | Малые Заломы       | деревня  | ↘7               | Веретейский    | Веретейское        |
| 196 | Малые Столбища     | деревня  | ↗1               | Веретейский    | Веретейское        |
| 197 | Малые Ченцы        | деревня  | ↘12              | Лацковский     | Веретейское        |
| 198 | Манино             | деревня  | →0               | Лацковский     | Веретейское        |
| 199 | Марины             | деревня  | →0               | Лацковский     | Веретейское        |
| 200 | Марково            | деревня  | ↘9               | Рожаловский    | Некоузское         |
| 201 | Марьино            | деревня  | ↘4               | Лацковский     | Веретейское        |
| 202 | Марьино            | село     | ↘105             | Веретейский    | Веретейское        |
| 203 | Маслово            | деревня  | ↘4               | Лацковский     | Веретейское        |
| 204 | Маслово            | станция  | ↘6               | Новинский      | Некоузское         |
| 205 | Маслово            | село     | ↘22              | Новинский      | Некоузское         |
| 206 | Матренинская       | деревня  | ↘24              | Шестихинский   | Волжское           |
| 207 | Матуково           | деревня  | ↘0               | Лацковский     | Веретейское        |
| 208 | Маурино            | деревня  | ↘3               | Лацковский     | Веретейское        |
| 209 | Махаево            | деревня  | ↗14              | Некоузский     | Некоузское         |
| 210 | Мельниково         | деревня  | ↘0               | Родионовский   | Октябрьское        |
| 211 | Микишево           | деревня  | ↘32              | Спасский       | Некоузское         |
| 212 | Мирная             | деревня  | →0               | Новинский      | Некоузское         |
| 213 | Михалково          | деревня  | ↘5               | Станиловский   | Некоузское         |
| 214 | Мокеево            | деревня  | ↘5               | Некоузский     | Некоузское         |
| 215 | Мокеиха            | село     | ↘708             | Октябрьский    | Октябрьское        |
| 216 | Мольково           | местечко | ↘47              | Спасский       | Некоузское         |
| 217 | Мосеево            | деревня  | ↗9               | Рожаловский    | Некоузское         |
| 218 | Мосяево            | деревня  | ↘0               | Родионовский   | Октябрьское        |
| 219 | Мошная             | деревня  | →0               | Родионовский   | Октябрьское        |
| 220 | Мошники            | деревня  | ↘3               | Спасский       | Некоузское         |
| 221 | Мурзино            | местечко | ↗10              | Шестихинский   | Волжское           |
| 222 | Мышкино            | деревня  | ↘45              | Некоузский     | Некоузское         |
| 223 | Мясниково          | деревня  | →2               | Лацковский     | Веретейское        |
| 224 | Назарово           | деревня  | →10              | Станиловский   | Некоузское         |
| 225 | Назарьево          | деревня  | →13              | Станиловский   | Некоузское         |
| 226 | Назимино           | деревня  | →0               | Веретейский    | Веретейское        |
| 227 | Некоуз             | село     | ↘229             | Некоузский     | Некоузское         |
| 228 | Нескучное          | местечко | ↘4               | Шестихинский   | Волжское           |
| 229 | Нестёровка         | деревня  | ↘2               | Некоузский     | Некоузское         |
| 230 | Нечёсуха           | деревня  | ↘12              | Рожаловский    | Некоузское         |
| 231 | Нивы               | деревня  | →10              | Веретейский    | Веретейское        |
| 232 | Никитино           | деревня  | ↘5               | Родионовский   | Октябрьское        |
| 233 | Николо-Свечино     | село     | →2               | Родионовский   | Октябрьское        |
| 234 | Никольское         | деревня  | ↘4               | Шестихинский   | Волжское           |
| 235 | Никольское         | деревня  | ↘24              | Лацковский     | Веретейское        |
| 236 | Никулкино          | деревня  | ↗3               | Веретейский    | Веретейское        |
| 237 | Новая Ура          | деревня  | ↘87              | Шестихинский   | Волжское           |
| 238 | Новики             | деревня  | ↗14              | Шестихинский   | Волжское           |
| 239 | Новинка Алферова   | деревня  | ↘4               | Веретейский    | Веретейское        |
| 240 | Новинка Горняя     | деревня  | ↘1               | Веретейский    | Веретейское        |
| 241 | Новинки            | деревня  | ↘2               | Новинский      | Некоузское         |
| 242 | Новинское          | село     | ↘172             | Новинский      | Некоузское         |
| 243 | Ново-Першино       | деревня  | ↘1               | Спасский       | Некоузское         |
| 244 | Ново-Радомское     | деревня  | ↘1               | Спасский       | Некоузское         |
| 245 | Новоселки          | деревня  | ↘3               | Шестихинский   | Волжское           |
| 246 | Новый Некоуз       | село     | ↘3260            | Некоузский     | Некоузское         |
| 247 | Обрезсково         | деревня  | →0               | Спасский       | Некоузское         |
| 248 | Обрубово           | деревня  | ↘0               | Веретейский    | Веретейское        |
| 249 | Обухово            | деревня  | ↗4               | Веретейский    | Веретейское        |
| 250 | Обуховцево         | деревня  | ↘0               | Веретейский    | Веретейское        |
| 251 | Овсяниково         | деревня  | ↘2               | Некоузский     | Некоузское         |
| 252 | Ожогино            | деревня  | ↗3               | Шестихинский   | Волжское           |
| 253 | Октябрь            | посёлок  | ↘1347            | Октябрьский    | Октябрьское        |
| 254 | Олисавино          | деревня  | ↘27              | Родионовский   | Октябрьское        |
| 255 | Опряково           | деревня  | →0               | Лацковский     | Веретейское        |
| 256 | Орехово            | деревня  | ↘14              | Шестихинский   | Волжское           |
| 257 | Остроги            | деревня  | ↘15              | Веретейский    | Веретейское        |
| 258 | Павлицево          | деревня  | →0               | Спасский       | Некоузское         |
| 259 | Павлово            | деревня  | ↘0               | Родионовский   | Октябрьское        |
| 260 | Павловская         | деревня  | ↘0               | Веретейский    | Веретейское        |
| 261 | Панкратово         | деревня  | ↘5               | Станиловский   | Некоузское         |
| 262 | Пантелеево         | деревня  | ↘3               | Родионовский   | Октябрьское        |
| 263 | Парфеньево         | село     | ↘145             | Рожаловский    | Некоузское         |
| 264 | Пасеново           | деревня  | ↘0               | Веретейский    | Веретейское        |
| 265 | Пахомово           | деревня  | ↘2               | Некоузский     | Некоузское         |
| 266 | Пенье              | деревня  | ↘0               | Новинский      | Некоузское         |
| 267 | Первовская         | деревня  | →7               | Спасский       | Некоузское         |
| 268 | Переслегино        | деревня  | ↘12              | Веретейский    | Веретейское        |
| 269 | Перхулово          | деревня  | →0               | Некоузский     | Некоузское         |
| 270 | Петрушино          | деревня  | ↗9               | Шестихинский   | Волжское           |
| 271 | Печенки            | деревня  | ↘3               | Шестихинский   | Волжское           |
| 272 | Плишкино           | деревня  | ↘2               | Шестихинский   | Волжское           |
| 273 | Плишкино           | деревня  | ↘5               | Новинский      | Некоузское         |
| 274 | Победа             | деревня  | ↘7               | Новинский      | Некоузское         |
| 275 | Погорелка          | деревня  | ↘18              | Веретейский    | Веретейское        |
| 276 | Погорелка          | деревня  | →0               | Лацковский     | Веретейское        |
| 277 | Погорелка          | деревня  | ↘7               | Новинский      | Некоузское         |
| 278 | Поддубное          | деревня  | ↗2               | Новинский      | Некоузское         |
| 279 | Подлипная          | деревня  | →0               | Рожаловский    | Некоузское         |
| 280 | Подольское         | деревня  | ↗10              | Некоузский     | Некоузское         |
| 281 | Поздеевка          | деревня  | ↘10              | Шестихинский   | Волжское           |
| 282 | Покров-Раменье     | село     | ↘7               | Лацковский     | Веретейское        |
| 283 | Полежаево          | деревня  | →6               | Веретейский    | Веретейское        |
| 284 | Поляна             | деревня  | ↘33              | Рожаловский    | Некоузское         |
| 285 | Поповка            | село     | ↘10              | Шестихинский   | Волжское           |
| 286 | Поройки            | деревня  | ↗2               | Лацковский     | Веретейское        |
| 287 | Порохово           | деревня  | ↘0               | Некоузский     | Некоузское         |
| 288 | Посошниково        | деревня  | ↘0               | Лацковский     | Веретейское        |
| 289 | Починки            | деревня  | →0               | Родионовский   | Октябрьское        |
| 290 | Правдино           | деревня  | ↘79              | Некоузский     | Некоузское         |
| 291 | Правдино           | село     | ↗29              | Некоузский     | Некоузское         |
| 292 | Притыкино          | деревня  | ↘3               | Спасский       | Некоузское         |
| 293 | Пропасть           | деревня  | ↗8               | Веретейский    | Веретейское        |
| 294 | Прошино            | деревня  | ↘12              | Шестихинский   | Волжское           |
| 295 | Прямик             | деревня  | ↗5               | Веретейский    | Веретейское        |
| 296 | Пустошка           | деревня  | ↘0               | Лацковский     | Веретейское        |
| 297 | Пушкино            | деревня  | ↘14              | Лацковский     | Веретейское        |
| 298 | Раево              | село     | ↗3               | Лацковский     | Веретейское        |
| 299 | Раково             | деревня  | ↘8               | Некоузский     | Некоузское         |
| 300 | Реутово            | деревня  | →0               | Новинский      | Некоузское         |
| 301 | Роговец            | деревня  | ↘2               | Некоузский     | Некоузское         |
| 302 | Рогозино           | деревня  | ↘7               | Родионовский   | Октябрьское        |
| 303 | Рогопивец          | деревня  | ↘6               | Спасский       | Некоузское         |
| 304 | Родионово          | деревня  | →1               | Лацковский     | Веретейское        |
| 305 | Родионово          | деревня  | ↘45              | Родионовский   | Октябрьское        |
| 306 | Родионово          | станция  | ↘47              | Родионовский   | Октябрьское        |
| 307 | Родная             | деревня  | ↘6               | Новинский      | Некоузское         |
| 308 | Рожалово           | село     | ↗12              | Рожаловский    | Некоузское         |
| 309 | Рой                | деревня  | ↗3               | Лацковский     | Веретейское        |
| 310 | Рубцово            | деревня  | ↘7               | Станиловский   | Некоузское         |
| 311 | Рудеиха            | деревня  | →0               | Родионовский   | Октябрьское        |
| 312 | Русиново           | деревня  | ↘1               | Родионовский   | Октябрьское        |
| 313 | Русиновская        | деревня  | ↗5               | Шестихинский   | Волжское           |
| 314 | Сартуково          | деревня  | ↘0               | Спасский       | Некоузское         |
| 315 | Сафроново          | деревня  | ↘59              | Рожаловский    | Некоузское         |
| 316 | Семенцево          | деревня  | ↘0               | Некоузский     | Некоузское         |
| 317 | Сергеево           | деревня  | ↘16              | Родионовский   | Октябрьское        |
| 318 | Середка            | деревня  | ↘4               | Лацковский     | Веретейское        |
| 319 | Серёдка            | деревня  | ↘69              | Рожаловский    | Некоузское         |
| 320 | Сивцево            | деревня  | →0               | Рожаловский    | Некоузское         |
| 321 | Скимино            | деревня  | ↘5               | Шестихинский   | Волжское           |
| 322 | Сменцево           | село     | ↘8               | Шестихинский   | Волжское           |
| 323 | Соловцы            | деревня  | →0               | Родионовский   | Октябрьское        |
| 324 | Солодиха           | посёлок  | ↘2               | Родионовский   | Октябрьское        |
| 325 | Соломейно          | деревня  | ↘3               | Новинский      | Некоузское         |
| 326 | Солоцково          | деревня  | ↘7               | Станиловский   | Некоузское         |
| 327 | Сопино             | деревня  | →4               | Шестихинский   | Волжское           |
| 328 | Спас-Ильдь         | село     | ↘58              | Спасский       | Некоузское         |
| 329 | Спасское           | деревня  | →0               | Родионовский   | Октябрьское        |
| 330 | Споротково         | деревня  | ↘4               | Веретейский    | Веретейское        |
| 331 | Станилово          | село     | ↘105             | Станиловский   | Некоузское         |
| 332 | Старково           | деревня  | →0               | Некоузский     | Некоузское         |
| 333 | Старово            | деревня  | ↘41              | Рожаловский    | Некоузское         |
| 334 | Судбища            | деревня  | ↘24              | Станиловский   | Некоузское         |
| 335 | Сусловка           | деревня  | ↘8               | Некоузский     | Некоузское         |
| 336 | Сысоево            | деревня  | →15              | Веретейский    | Веретейское        |
| 337 | Сысоево            | деревня  | →0               | Родионовский   | Октябрьское        |
| 338 | Тиханово           | деревня  | →0               | Рожаловский    | Некоузское         |
| 339 | Толмачевка         | деревня  | ↗12              | Шестихинский   | Волжское           |
| 340 | Топорищево         | деревня  | ↘2               | Станиловский   | Некоузское         |
| 341 | Труфоново          | деревня  | ↘12              | Шестихинский   | Волжское           |
| 342 | Турабово           | деревня  | ↘6               | Станиловский   | Некоузское         |
| 343 | Турабцево          | деревня  | ↘0               | Станиловский   | Некоузское         |
| 344 | Угол               | деревня  | ↗5               | Веретейский    | Веретейское        |
| 345 | Ура                | деревня  | ↘6               | Шестихинский   | Волжское           |
| 346 | Урежи              | деревня  | ↗4               | Шестихинский   | Волжское           |
| 347 | Усово              | деревня  | ↗11              | Шестихинский   | Волжское           |
| 348 | Усово              | деревня  | →0               | Некоузский     | Некоузское         |
| 349 | Ушаково            | деревня  | →0               | Станиловский   | Некоузское         |
| 350 | Фатеево            | деревня  | ↘0               | Шестихинский   | Волжское           |
| 351 | Фатьяново          | деревня  | ↘9               | Родионовский   | Октябрьское        |
| 352 | Федосово           | деревня  | →0               | Лацковский     | Веретейское        |
| 353 | Федосово           | деревня  | ↘3               | Шестихинский   | Волжское           |
| 354 | Федосово           | деревня  | ↘2               | Некоузский     | Некоузское         |
| 355 | Федотьево          | деревня  | ↘0               | Веретейский    | Веретейское        |
| 356 | Филиппово          | деревня  | →0               | Родионовский   | Октябрьское        |
| 357 | Ханинка            | деревня  | →0               | Спасский       | Некоузское         |
| 358 | Харино             | деревня  | →0               | Лацковский     | Веретейское        |
| 359 | Харинская          | деревня  | ↘0               | Некоузский     | Некоузское         |
| 360 | Холопово           | деревня  | ↗57              | Некоузский     | Некоузское         |
| 361 | Царево             | деревня  | →4               | Лацковский     | Веретейское        |
| 362 | Чашково            | деревня  | ↘0               | Новинский      | Некоузское         |
| 363 | Ченцы              | деревня  | ↘3               | Шестихинский   | Волжское           |
| 364 | Чепасово           | деревня  | →0               | Шестихинский   | Волжское           |
| 365 | Черемуха           | деревня  | →0               | Лацковский     | Веретейское        |
| 366 | Чеснава            | деревня  | ↘11              | Лацковский     | Веретейское        |
| 367 | Чижово             | деревня  | ↘0               | Новинский      | Некоузское         |
| 368 | Чирики             | деревня  | →0               | Некоузский     | Некоузское         |
| 369 | Чурилово           | деревня  | ↗8               | Веретейский    | Веретейское        |
| 370 | Чурлаки            | деревня  | ↘13              | Спасский       | Некоузское         |
| 371 | Шамары             | деревня  | ↘22              | Рожаловский    | Некоузское         |
| 372 | Шахаево            | деревня  | ↘0               | Лацковский     | Веретейское        |
| 373 | Шелдомеж           | село     | →3               | Родионовский   | Октябрьское        |
| 374 | Шестихино          | посёлок  | ↘476             | Шестихинский   | Волжское           |
| 375 | Шестовская         | деревня  | →0               | Шестихинский   | Волжское           |
| 376 | Щелпово            | деревня  | ↘10              | Новинский      | Некоузское         |
| 377 | Щербинино          | деревня  | ↘8               | Некоузский     | Некоузское         |
| 378 | Щетинино           | деревня  | ↘3               | Новинский      | Некоузское         |
| 379 | Щетинкино          | деревня  | ↘4               | Станиловский   | Некоузское         |
| 380 | Этаулово           | деревня  | →2               | Станиловский   | Некоузское         |
| 381 | Юркино             | деревня  | ↘7               | Новинский      | Некоузское         |
| 382 | Юрьевское          | деревня  | →0               | Станиловский   | Некоузское         |
| 383 | Яксаево            | деревня  | ↘0               | Новинский      | Некоузское         |
| 384 | Якшино             | деревня  | ↘12              | Новинский      | Некоузское         |
| 385 | Ярцево             | деревня  | ↘0               | Спасский       | Некоузское         |
| 386 | Яскино             | деревня  | ↘5               | Шестихинский   | Волжское           |

Ряд населённых пунктов района ранее относились к посёлкам городского типа: село Новый Некоуз в 1975—1993 гг., посёлок Октябрь в 1957—1995 гг., посёлок Волга в 1927—1996 гг.

### Упразднённые населённые пункты
В 1996 году упразднены деревни: Вахонино Некоузского сельсовета; Лопотьево и Подберезье Станиловского сельсовета, в 2000 году — деревня Лучкино Спасского сельсовета.

## Экономика
Экономика Некоузского муниципального района представлена двумя крупными предприятиями топливной и химической промышленности: ОАО «Мокеиха-Зыбинское» торфопредприятие (п. Октябрь) и ОАО «Завод молекулярных сит „Реал-Сорб“» (п. Волга). В 2016 г. ОАО «Мокеиха-Зыбинское» полностью прекратило свое существование. УЖД  демонтирована на всех участках .

## Транспорт
Через район проходит линия Сонково — Рыбинск СЖД. Автобусные перевозки осуществляет ГУ ЯО «Шестихинское АТП». В районе действует узкоколейная железная дорога Мокеиха-Зыбинского торфопредприятия (единственная в России двухпутная УЖД). На ней осуществляется грузовое и пассажирское движение (в основном для рабочих).

## Достопримечательности

### Битва на реке Сить
Каждый год в начале лета при поддержке Ярославской епархии и департамента культуры Ярославской области на Некоузской земле, на реке Сить, проходят торжества, посвященные битве 1238 года. Центром торжеств становится высокий холм близ деревни Лопатино на берегу легендарной реки в 35 километрах от районного центра. Именно здесь, по расчетам историков, произошло решающее сражение, в котором погиб князь Юрий Всеволодович. В 1980 году здесь была установлена белокаменная 12-метровая стела, на которой выбит, точно рассеченный мечом, текст летописи: «…князь Юрьи, с братом Сятославом, и со сыновици своими, с Василком и с Володимиром, и с мужи своими, и поидоша противу поганых. И нача князь полкы ставити, и се внезапу приспеша Татарове на Сить, противу князю Юрью; князь же Юрьи, отложив всю печаль, и поиде к ним, и соступишася обоих полци, и бысть сеча зла и велика…».

### Деревянное зодчество деревни Лопатино
Деревня Лопатино располагается на территории Некоузского района. В настоящий момент она используется только для сезонного проживания в дачный  сезон.
На территории Некоузского района примерно до середины XX века проживала небольшая этническая группа — сицкари. Их отличал своеобразный говор, для которого характерно «дзяканье» и «цяканье» («дзядя» вместо «дядя», «Сцепан» вместо «Степан» и т.д.)
В конце XIX века сформировался типичный тип сицкарского дома. Большое количество таких домов сохранилось в Старом Некоузе, в деревнях Раково, Панкратово и Рубцово. Деревня Лопатино Некоузского района является наиболее полным ансамблем жилого и хозяйственного зодчества сицкарей.
Планировка деревни нерегулярна, в ней нет улиц, дома расположены в произвольном порядке, без соблюдения красной линии. «Уличной», парадной стороной дома могут выходить на тропинки, пронизывающие деревню, или же на реку Сить, протекающую рядом. Такая свободная планировка поселения является традиционной для этой местности.
Сицкарский традиционный дом — пятистенок с двором. Типичный способ строительства — из брёвен в «чашу». Наиболее заметной особенностью сицкарских домов является форма крыши — четырёхскатная вальмовая с крошечным окном для освещения чердака. 
Декор традиционных домов сложился к XIX в под влиянием каменного зодчества. Широкое распространение стекла (давшее возможность делать окна большими) и переход к топке «по-белому» также оказал влияние на сложение декоративного облика сицкарских изб.
Сруб в некоторых случаях может зашиваться тёсом. В таком случае он делится на три уровня:
- Нижний — аркатурный пояс с окнами-продухами в подвал
- Основной — с окнами и пилястрами, закрывающими бревенчатые швы пятистенка
- Верхний уровень — с карнизом, подзором и крышей.

«Большие стили» XVIII и XIX вв. оказали мало влияния на облик сицкарской резьбы. Из каменной архитектуры традиционное зодчество позаимствовало наличники, пилястры и карнизы, а также стремление к регулярности (обшивка тёсом, трехчастность). Облик наличников и декоративные мотивы же сложились в народном творчестве и не изменялись на протяжении XIX и XX веков.
Отличительным и наиболее развитым элементом местного деревянного зодчества является карниз, находящийся прямо под крышей. Обычно он широкий и ажурный. Основные декоративные мотивы резьбы — растительные и так называемый «сицкарский звериный стиль». В полуабстрактной резьбе карнизов и наличников можно заметить маленьких драконов и других существ, потому стиль и получил такое условное название. Другим заметным декоративным элементом являются крыльца домов с резными колонками, характерными для Ярославских церковных порталов XVII вв и килевидной нишей.

### Дворянские усадьбы
В Некоузском районе располагались усадьбы таких дворянских родов, как Сухово-Кобылины, Морозовы, Волконские, Голицыны, Куракины, Мусины-Пушкины, Соковнины и многие другие. Усадебные постройки не сохранились, остались лишь старинные парки с липовыми аллеями. В последнюю субботу сентября липовая аллея в селе Новинском на берегу Сити наполняется людьми, здесь проходят литературные чтения, приуроченные к дню рождения известного земляка, русского драматурга А. В. Сухово-Кобылина.

### Архитектура
В селе Станилово расположена церковь 1811 года постройки.